# Emilio Damián Martínez
Emilio Damián Martínez Martínez (Concepción, 10 aprile 1981) è un ex calciatore paraguaiano, di ruolo difensore.

## Carriera
Ha giocato nel campionato paraguaiano, in quello messicano, in quello boliviano ed in quello ecuadoriano.

## Palmarès

### Club
- Campionato paraguaiano: 2

Cerro Porteño: 2001
Libertad: 2003
- InterLiga: 2

Tigres UANL: 2005, 2006

### Nazionale
- Argento olimpico: 1

Atene 2004